# Џибути на Светском првенству у атлетици на отвореном 2022.
Џибути је учествовао на 18. Светском првенству у атлетици на отвореном 2022. одржаном у Јуџину  од 15. до 25. јула седамнаести пут. Није учествовао 2001. године. Репрезентацију Џибутија представљала су 2 атлетичара који су се такмичили у 2 дисциплине. , 
На овом првенству такмичари Џибутија нису освојили ниједну медаљу, нити су остварили неки резултат.

## Учесници
Мушкарци:
- Ибрахим Хасан — Маратон
- Мохамед Исмаил — 3.000 метара препреке

## Резултати

### Мушкарци
| Атлетичар      | Дисциплина       | Лични рекорд | Квалификације | Квалификације | Полуфинале | Полуфинале | Финале               | Финале            | Детаљи |
| Атлетичар      | Дисциплина       | Лични рекорд | Резултат      | Место         | Резултат   | Место      | Резултат             | Место             | Детаљи |
| -------------- | ---------------- | ------------ | ------------- | ------------- | ---------- | ---------- | -------------------- | ----------------- | ------ |
| Ибрахим Хасан  | Маратон          | 2:07:38      |               |               |            |            | Није завршио трку    | Није завршио трку |        |
| Мохамед Исмаил | 3.000 м препреке | 8:22,17 НР   | 8:25,85       | 2. у гр. 2    |            |            | Није се квалификовао | 22 / 40 (41)      |        |